# Asota heliconioides
Asota heliconioides là một loài bướm đêm thuộc họ Erebidae. Nó được tìm thấy ở Philippines.